# トリビューンニュース
トリビューンニュース（インドネシア語: Tribunnews.com）は、インドネシアのニュースサイトである。
同国最大のメディアグループコンパス・グラメディアに属する「PTトリビューンデジタルオンライン」が運営し、ジャカルタに本社を置く。28の地方紙や、国内22主要都市の約500人のジャーナリストらに支えられている。